# Franska Akademiens stora pris
Franska Akademiens stora pris (franska: Grand prix de littérature de l'Académie française) är ett franskt litteraturpris som skapades 1911 och delades ut första gången 1912. Från starten och fram till 1979 delades priset ut varje år, men sedan dess har det delats ut enbart vartannat år, växelvis med det liknande Grand prix de littérature Paul Morand.

## Pristagare

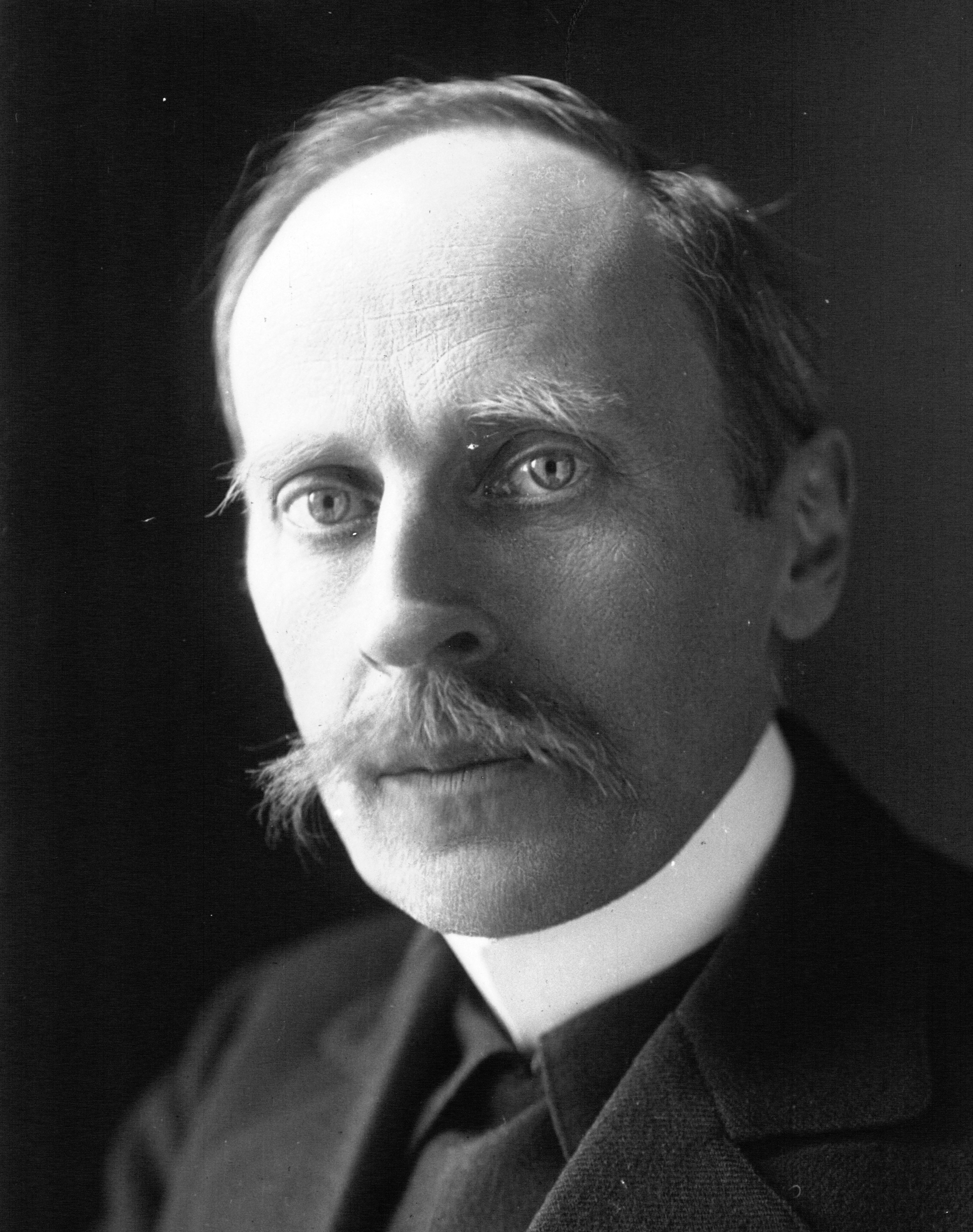
Romain Rolland, pristagare 1913

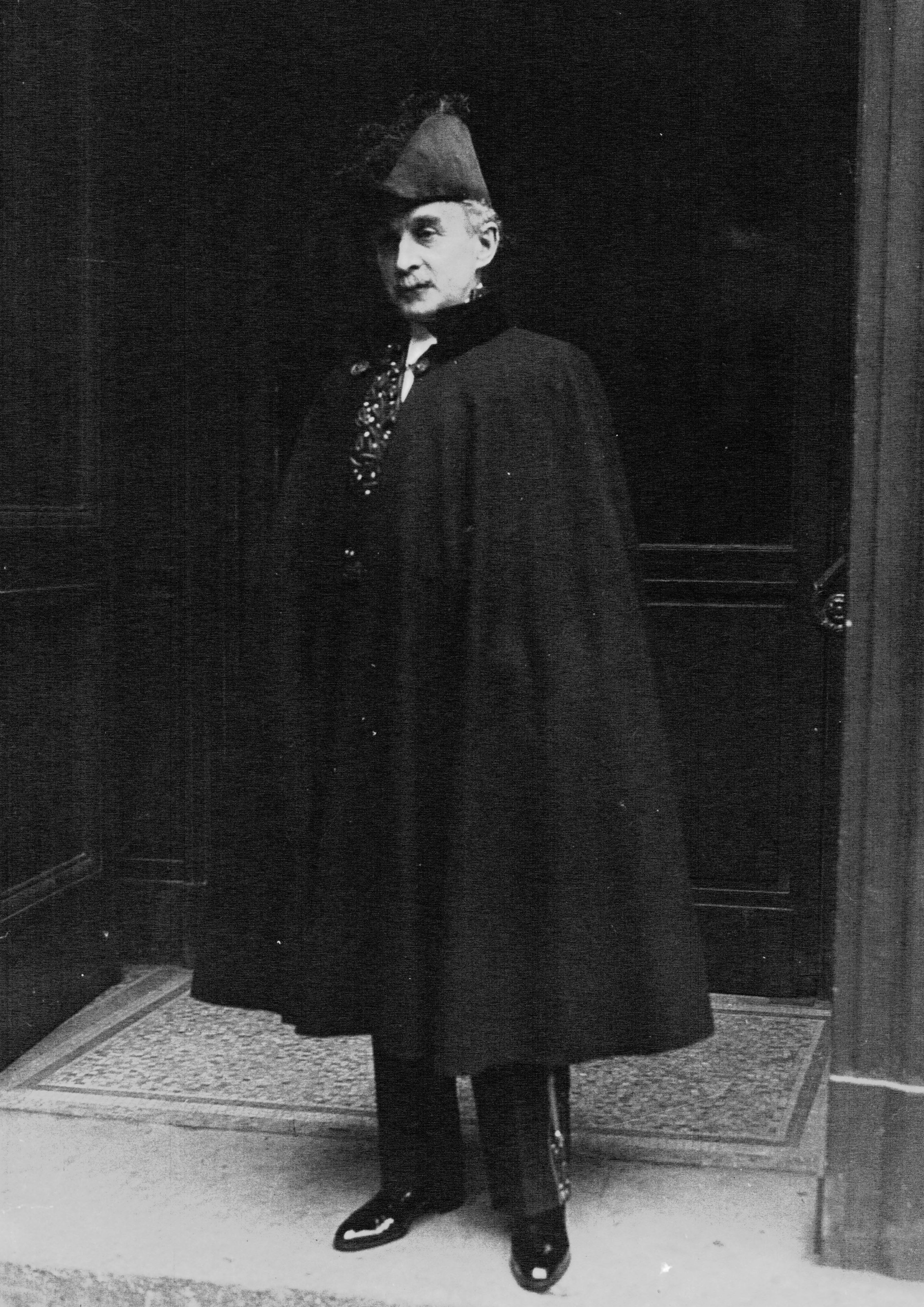
Abel Bonnard, pristagare 1924

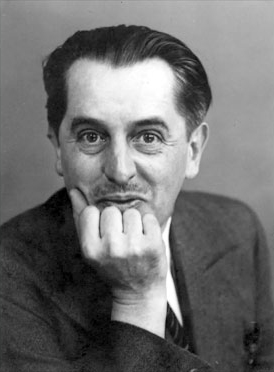
Jean Paulhan, pristagare 1945

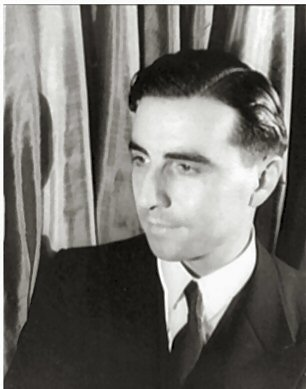
Julien Green, pristagare 1970

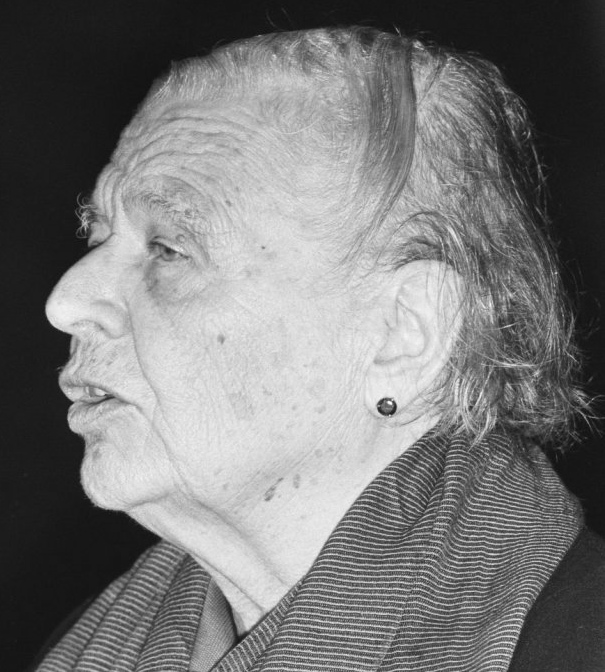
Marguerite Yourcenar, pristagare 1977

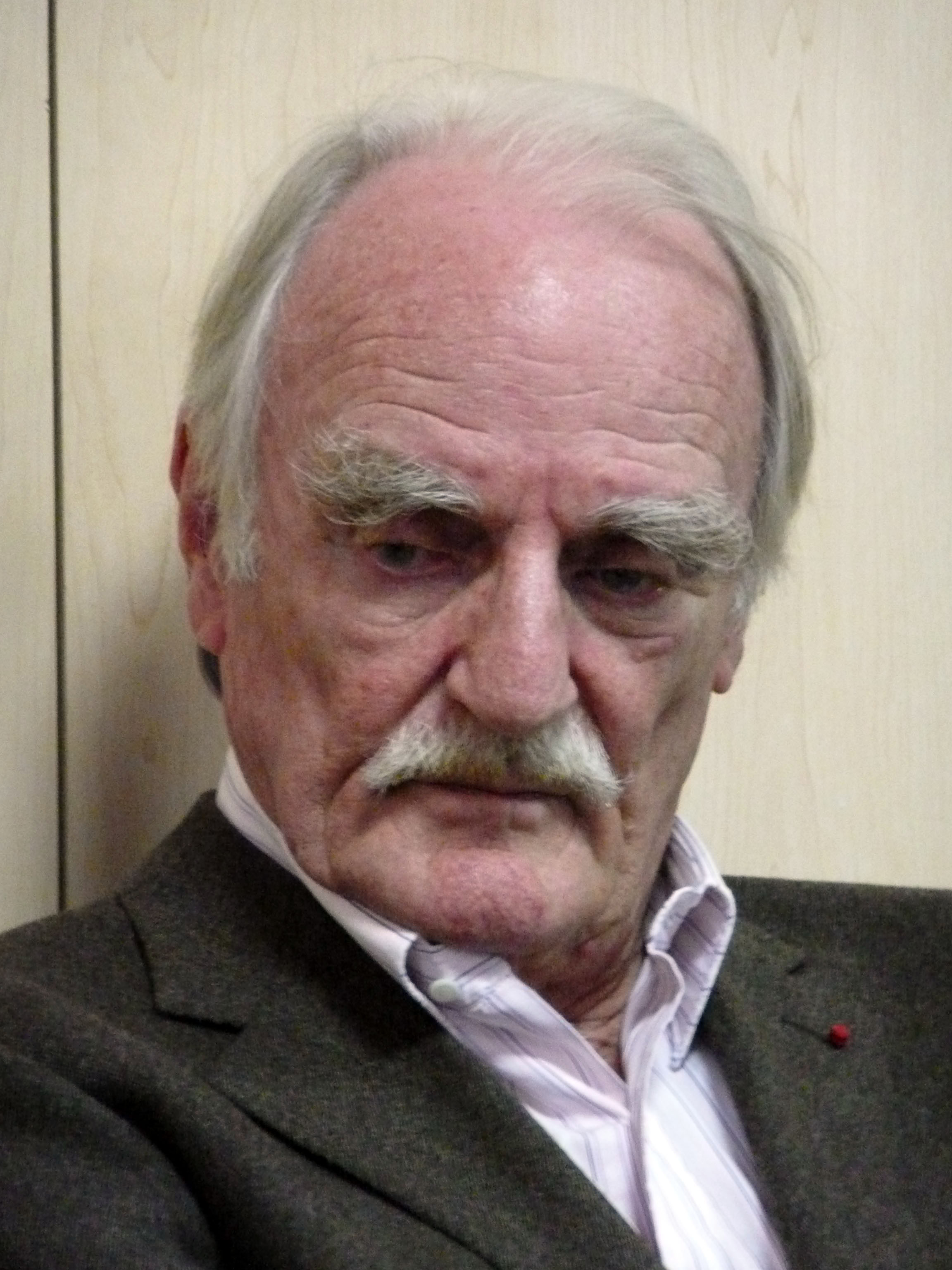
Jean Raspail, pristagare 2003

Följande har tilldelats priset:
- 1912: André Lafon
- 1913: Romain Rolland
- 1915: Émile Nolly
- 1916: Maurice Masson
- 1917: Francis Jammes
- 1918: Gérard d'Houville
- 1919: Jean och Jérôme Tharaud
- 1920: Edmond Jaloux
- 1921: Anna de Noailles
- 1922: Pierre Lasserre
- 1923: François Porché
- 1924: Abel Bonnard
- 1925: E. Mangin
- 1926: Gilbert de Voisins
- 1927: Joseph de Pesquidoux
- 1928: Jean-Louis Vaudoyer
- 1929: Henri Massis
- 1930: Marie-Louise Pailleron
- 1931: Raymond Escholier
- 1932: Franc-Nohain
- 1933: Henri Duvernois
- 1934: Henry de Montherlant
- 1935: André Suarès
- 1936: Pierre Camo
- 1937: Maurice Magre
- 1938: Tristan Derème
- 1939: Jacques Boulenger
- 1940: Edmond Pilon
- 1941: Gabriel Fauré
- 1942: Jean Schlumberger
- 1943: Jean Prévost
- 1944: André Billy
- 1945: Jean Paulhan
- 1946: Daniel-Rops
- 1947: Mario Meunier
- 1948: Gabriel Marcel
- 1949: Maurice Levaillant
- 1950: Marc Chadourne
- 1951: Henri Martineau
- 1952: Marcel Arland
- 1953: Marcel Brion
- 1954: Jean Guitton
- 1955: Jules Supervielle
- 1956: Henri Clouard
- 1958: Jules Roy
- 1959: Thierry Maulnier
- 1960: Simone Porche
- 1961: Jacques Maritain
- 1962: Luc Estang
- 1963: Charles Vildrac
- 1964: Gustave Thibon
- 1965: Henri Petit
- 1966: Henri Gouhier
- 1967: Emmanuel Berl
- 1968: Henri Bosco
- 1969: Pierre Gascar
- 1970: Julien Green
- 1971: Georges-Emmanuel Clancier
- 1972: Jean-Louis Curtis
- 1973: Louis Guilloux
- 1974: André Dhôtel
- 1975: Henri Queffélec
- 1976: José Cabanis
- 1977: Marguerite Yourcenar
- 1978: Paul Guth
- 1979: Antoine Blondin
- 1981: Jacques Laurent
- 1983: Michel Mohrt
- 1985: Roger Grenier
- 1987: Jacques Brosse
- 1989: Roger Vrigny
- 1991: Jacques Lacarrière
- 1993: Louis Nucera
- 1995: Jacques Brenner
- 1997: Béatrix Beck
- 1999: André Brincourt
- 2001: Milan Kundera
- 2003: Jean Raspail
- 2005: Danièle Sallenave
- 2007: Michel Chaillou
- 2009: Vincent Delecroix
- 2011: Jean-Bertrand Pontalis
- 2013: Michel Butor
- 2015: Laurence Cossé
- 2017: Charles Juliet
- 2019: Régis Debray